# Jean-Joseph Petiot
Pour les articles homonymes, voir Petiot.
Jean-Joseph Petiot, né le 19 janvier 1751 à Simard (Saône-et-Loire), mort le 14 février 1833 à Chalon-sur-Saône, est un avocat et homme politique français. Il est élu du Tiers-état du bailliage de Chalon aux États généraux de 1789.

## Biographie
Issu d'un famille de la Bresse louhanaise, il est fils d'un marchand fermier de Simard. Avocat à Chalon, il achète une charge de procureur du roi au bailliage de Chalon en 1774. Le 3 avril 1789, il est élu 1er des 4 députés du tiers état du bailliage de Chalon aux États généraux. Il signe le Serment du Jeu de Paume puis siège sans jamais prendre la parole ni appartenir à aucun comité. En 1791, il est au club des feuillants.
Sa carrière politique et administrative se poursuit après son mandat, au niveau départemental : juge au tribunal de district à Chalon, membre du directoire de Saône-et-Loire en 1795, conseiller général de 1800 à 1816, il en est président de 1811 à 1814. Chevalier de la Légion d'honneur, il se retire en avril 1816 pour "motifs politiques".
Il est le père du député de la Monarchie de juillet, Fortuné Petiot-Groffier.